# TT10
```

```

La tombe thébaine TT 10 est située à Deir el-Médineh, dans la nécropole thébaine, sur la rive ouest du Nil, face à Louxor en Égypte.
C'est la sépulture de Penbuy, serviteur dans la Place de Vérité durant la XIXe dynastie. Penbuy partage sa tombe avec Kasa, également serviteur dans la Place de Vérité. Sur une stèle de Turin (N. 50037) Kasa est dit être le fils de Penbuy.

## Description
Sur le côté gauche de la chapelle plusieurs scènes montrent des personnes faisant des offrandes aux couples assis ; la plupart des noms sont illisibles. Sur le côté droit de la chapelle une scène montre Kasa et son épouse Boukhanef avec une fille. Dans un autre registre de la tombe, quatre momies et un cortège funèbre sont représentés. Les momies semblent être Kasa, son fils Nebamentet, sa femme Boukhanef et une dame de la maison nommée Hathor. Un fils nommé Néferemsenout et une fille nommée Cheritrê sont représentés debout devant les momies.
Dans une autre scène un fils de Kasa nommé Ptahmosé est mentionné. La femme est nommée Ptahmosé Cheritrê.
Sur le plafond de la chapelle des inscriptions permettent à nouveau d'identifier Kasa et son épouse Boukhanef, tandis qu'une autre mentionne Penbuy et son épouse Amentet-Ousret.
Dans le naos Penbuy et son frère Penchenabou sont présents devant Amenhotep Ier, Ahmès-Néfertary et les pharaons Séthi Ier, Ramsès Ier et Horemheb. Dans une scène à proximité, Ramsès II et le vizir Paser présentent des offrandes à Ptah et Hathor.